# كريستيان غونزالس
كريستيان غيرارد ألفارو غونزاليس (مواليد 30 أغسطس 1976 في مونتيفيديو، الأوروغواي) لاعب كرة قدم أوروغوياني-إندونيسي يلعب حاليا لصالح نادي بيرسيسام بوترا سماريندا الإندونيسي منذ عام 2011 في مركز الهجوم.

## روابط خارجية
- كريستيان غونزالس على موقع قاعدة بيانات كرة القدم.إي يو (الإنجليزية)
- كريستيان غونزالس على موقع ناشيونال فوتبول تيمز (الإنجليزية)
- كريستيان غونزالس على موقع Soccerway.com (الإنجليزية)